# Condado de Stone (Arkansas)
O Condado de Stone é um dos 75 condados do estado americano do Arkansas. Sua sede de condado é Mountain View.
O condado possui uma área de 1 577 km² (dos quais 8 km² estão cobertos por água), uma população de 11 499 habitantes, e uma densidade populacional de 7 hab/km² (segundo o censo nacional de 2000).
O condado foi fundado em 21 de abril de 1873.